# Gustaf Sandberg
Gustaf Daniel Sandberg (* 29. Juli 1888 in Göteborg; † 8. Februar 1956 in Vejbystrand) war ein schwedischer Fußballspieler.

## Karriere
Sandberg nahm an den Olympischen Spielen 1912 in Stockholm teil. Hier schied er mit der schwedischen Mannschaft nach der ersten Runde aus. Insgesamt absolvierte er für die schwedische Nationalmannschaft zwischen 1912 und 1913 vier Länderspiele.
Auf nationaler Ebene gewann er zwei schwedische Meistertitel – 1910 mit dem IFK Göteborg und 1913 mit Örgryte IS.